# Kenny Washington
Kenneth Washington, detto Kenny (Beaufort, 1943), è un ex cestista e allenatore di pallacanestro statunitense.

## Carriera

### Giocatore
Guardia di 190 cm., ha vinto due Titoli NCAA con la maglia dei Bruins di UCLA nel 1964 e nel 1965. Dopo UCLA giocò anche in Belgio nel Royal IV SC Anderlechtois.
Con gli Stati Uniti ha disputato il Mondiale 1970, chiuso al 5º posto. Proprio in quell'occasione venne selezionato nel miglior quintetto della manifestazione.

### Allenatore
Washington fu il primo allenatore nella storia della squadra femminile di UCLA. Chiuse la stagione con 18 vittorie e 4 sconfitte, piazzandosi al 2º posto nazionale.

## Palmarès
- Campione NCAA: 2

UCLA Bruins: 1964, 1965
- Miglior quintetto ai Mondiali: 1

1970